# Рахмат-заде Усман Курбанович
Усман Курбанович Рахмат-заде (11 жовтня 1906, місто Ходжент, тепер Худжанд, Таджикистан — 8 червня 1989, місто Душанбе, тепер Таджикистан) — радянський таджицький партійний діяч, ректор Таджицького сільськогосподарського інституту. Депутат Верховної ради Таджицької РСР.

## Біографія
Народився в бідній родині наймита. З 1918 року наймитував, потім працював завідувачем читальні бібліотеки міського відділу народної освіти в Ходженті.
У 1926—1928 роках — курсант обласної радпартшколи в місті Самарканді.
У 1928—1929 роках — відповідальний організатором районного комітету ЛКСМ Таджикистану.
Член ВКП(б) з 1929 року.
У 1929—1930 роках — інструктор Таджицької республіканської спілки споживчої кооперації (Таджикматлубот).
З 1930 по 1932 рік навчався у Вищому педагогічному інституті Центросоюзу СРСР у Москві.
У 1933—1936 роках — директор фінансово-економічного технікуму в Ходженті; директор навчального комбінату в Ходженті.
У 1936—1937 роках — завідувач Ходжентського міського фінансового відділу; завідувач шкільного відділу Ленінабадського міського комітету КП(б) Таджикистану.
У 1937—1938 роках — директор публічної бібліотеки в місті Сталінабаді (Душанбе).
У 1938—1939 роках — редактор політичної літератури Держвидаву Таджицької РСР у місті Сталінабаді.
У 1939—1941 роках — відповідальний секретар газети «Точикистони Сурх».
У 1941—1943 роках — у Червоній армії на політичній роботі, служив старшим політруком бригади. Учасник німецько-радянської війни.
У 1944—1945 роках — секретар Ленінабадського обласного комітету КП(б) Таджикистану.
У січні 1945 — січні 1947 року — 1-й секретар Ура-Тюбинського обласного комітету КП(б) Таджикистану.
У 1947—1950 роках — слухач Вищої партійної школи при ЦК ВКП(б) у Москві; постійний представник Ради міністрів Таджицької РСР при Раді міністрів СРСР у Москві.
У 1950—1952 роках — 1-й секретар Ленінабадського обласного комітету КП(б) Таджикистану.
У 1952—1957 роках — завідувач відділу науки, вузів та шкіл ЦК КП Таджикистану.
У 1957—1973 роках — ректор Таджицького сільськогосподарського інституту.
У 1973—1982 роках — директор Виставки досягнень народного господарства (ВДНГ) Таджицької РСР.
З 1982 року — персональний пенсіонер у Душанбе.
Помер 8 червня 1989 року в місті Душанбе.

## Нагороди
- орден Вітчизняної війни І ст.
- орден Вітчизняної війни ІІ ст.
- чотири ордени Трудового Червоного Прапора
- чотири ордени «Знак Пошани»
- вісім медалі
- Знак «50 років перебування в КПРС»
- шість Почесних грамот Президії Верховної ради Таджицької РСР